# 長谷川唯 (サッカー選手)
長谷川 唯（はせがわ ゆい、1997年1月29日 - ）は、埼玉県戸田市出身の女子サッカー選手。マンチェスター・シティWFC所属。サッカー日本女子代表。ポジションはミッドフィールダー。

## 来歴
1997年1月29日、宮城県生まれ。幼少時に埼玉県戸田市に転居。戸田市立戸田南小学校、戸田市立戸田中学校、日出高等学校（現・目黒日本大学中学校・高等学校）、日本大学文理学部体育学科卒業。

### ユース
兄がサッカーをやっていたことで小学校入学と同時に戸田南FCスポーツ少年団に入団してサッカーを始める。その後、小2の時に入った戸木南ボンバーズを経て、2009年に日テレ・ベレーザの下部組織であるメニーナに入団。メニーナのメンバーとして2011年から2014年の4年間、全日本女子ユース (U-18)サッカー選手権大会優勝の中心となった。

### シニア
日テレ・ベレーザ / 日テレ・東京ヴェルディベレーザ
2013年から飛び級でなでしこリーグの公式戦に出場するようになり、2015年度レギュラーシリーズ第17節の対伊賀フットボールクラブくノ一戦にてリーグ戦初得点を挙げている。
2017シーズン、日テレ・ベレーザのリーグ3連覇に貢献し、リーグのベストイレブンに初選出されると、その後日本でプレーしている間は毎年選出された。
ACミラン
24回目の誕生日を迎えた2021年1月29日、イタリアのACミラン・ウィメンに完全移籍することが発表された。加入から約1ヶ月後の同年2月27日にピンク・バーリ戦でリーグ戦初出場し、初ゴールを含む2ゴールを決め、この試合のMVPを受賞した。
ウェストハム・ユナイテッド

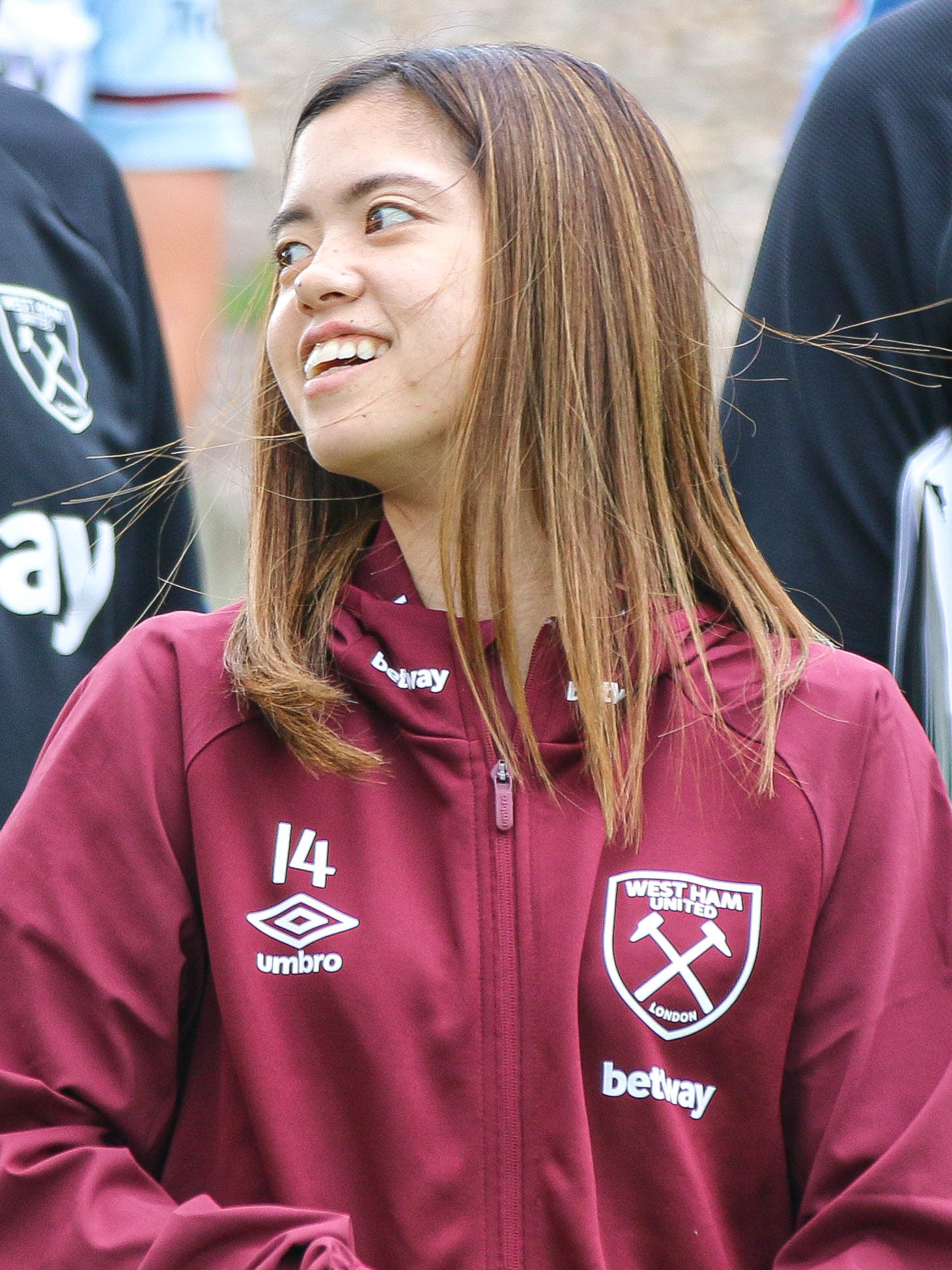
ウェストハムでの長谷川（2021年）

2021年8月18日、イングランドのウェストハム・ユナイテッドFCウィメンへ2年契約での移籍が発表された。同年10月3日にはマンチェスター・シティ戦に出場し、1ゴール1アシストの活躍で2-0の勝利に貢献した。
2022年4月22日のレディング戦では、ペナルティエリア内でボールを受け取ると、細かいボールタッチで立て続けに2人のディフェンダーを躱してゴールを決めた。長谷川のこのゴールはWSLのゴール・オブ・ザ・シーズン賞にノミネートされた。これらの活躍もあり、ウェストハムは過去最高の6位でリーグを終えた。
マンチェスター・シティ
2022年9月8日、ウェストハムを退団すると、マンチェスター・シティWFCへ3年契約で移籍することが発表された。
移籍後は足首の怪我で出遅れていたが、同年10月16日のレスター・シティ戦で移籍後初出場にして初先発すると、88分にペナルティエリア手前から右足を振り抜いてデビュー戦で初ゴールを決める活躍を魅せた。
2023年8月、プロフェッショナル・フットボーラーズ・アソシエーション(PFA)が選出する2022-23シーズンのPFA年間ベストイレブンに選ばれた。また、同年9月7日には女子バロンドール候補者30名に宮澤ひなたと共にノミネートされ、「日本の輝くゲームの調整役であり、扇動者だった。彼女の深いパスは、オセアニアでの日本の4勝に輝きを与えた」と紹介された。同年11月20日、オールド・トラッフォードで女子チームのホーム入場者数としては過去最高となる43,615人の観衆の前で宮澤ひなたとのマンチェスター・ダービーが実現。この試合で長谷川は、ローレン・ヘンプの勝ち越しゴールの起点となるなど83分までプレーし、チームの勝利に貢献した。
2024年1月23日、シティとの間で2027年まで2年間の契約延長を結んだことが発表された。2023-24シーズンは、チームのフィールドプレイヤーとしては唯一リーグ戦全22試合に先発出場し、チームは得失点差で優勝を逃したものの2位となり、2年ぶりとなるUWCL出場権獲得に貢献した。同年8月、日本人で初めてPFA女子年間最優秀選手にノミネートされ、2年連続でPFA年間ベストイレブンに選出された。

### 代表
U-16/U-17日本代表
年代別代表では2011年にU-16日本女子代表候補に選出されて以後、2012年の2012 FIFA U-17女子ワールドカップ（アゼルバイジャン）にもU-17日本女子代表に15歳で選出されて出場、グループリーグ初戦のブラジル戦と、準々決勝のガーナの2試合に先発出場し、グループリーグ第2戦のニュージーランド戦では後半開始と同時に交代出場し、先制と中押しの2得点を挙げた。
U-19日本代表
2013年は飛び級の形でU-19日本女子代表に抜擢され、AFC U-19女子選手権2013（中華人民共和国・南京市）に出場、2戦目のオーストラリア戦で先発出場して得点を挙げるなどの活躍を見せたが、日本が4位に終わったため、2014 FIFA U-20女子ワールドカップへの出場を果たすことが出来なかった。
U-17日本代表
2014年、U-20日本女子代表がFIFA U-20女子ワールドカップ出場を逸した状況を受け、長谷川自身の本来のカテゴリーであるU-17日本女子代表に復帰招集され、2014 FIFA U-17女子ワールドカップ（コスタリカ）に出場することになった。3月～4月の本大会では1次リーグ3試合、決勝トーナメント3試合の合計6試合全てに先発出場、1次リーグのパラグアイ、ニュージーランド戦、準々決勝のメキシコ戦の3試合で得点を挙げるなど日本チームの攻撃の中心を担う活躍を見せてFIFA U-17女子ワールドカップ初優勝の立役者のひとりとなった。この大会で長谷川は準MVPとも云うべきシルバーボール賞を受賞した。
日本代表（なでしこジャパン）
2017年3月に開催されたアルガルヴェ・カップ2017でなでしこジャパンに初招集され、3月1日のグループリーグ第1戦スペイン戦の後半最初から途中出場したのが代表初出場となり、同月3日のグループリーグ第2戦アイスランド戦で初先発し、2得点を挙げる活躍で日本の2-0の勝利に貢献した。
2019年、フランスで行われたFIFA女子ワールドカップのメンバーに初めて選出され、チームはラウンド16でオランダに敗れたが、その試合での彼女の同点ゴールが大会の最優秀ゴールにノミネートされた。
2021年、日本で開催された2020年東京オリンピックに出場した。全４試合に先発出場し、準々決勝で最終的に準優勝したスウェーデンに１対３で敗れ敗退したが、大会では２アシストを記録した。
2023年6月13日、2023 FIFA女子ワールドカップに出場するメンバーに選出された。
2024年6月14日、2024年パリオリンピックに出場するなでしこジャパンメンバーに選出された。

## 評価
- 卓越したテクニックとインテリジェンス、豊富な運動量で相手の裏をかくプレーやインターセプトが得意[42][43]。マンチェスター・シティの監督であるギャレス・テイラー（英語版）は「長谷川は私たちに多くのことをもたらしてくれます。彼女は非常にインテリジェントなサッカー選手であり、技術的な能力も非常に高いです。しかし、彼女がゲームを読む方法は他に類を見ないものであり、ボールを持たない状態でも非常に優れています」と評価している[44]。
- バロンドールの最終候補30人に2022-23、2023-24シーズンの2年連続で選出されている[45]。

## 個人成績

### クラブ
| クラブ                         | シーズン     | リーグ       | 背番号 | リーグ戦 | リーグ戦 | カップ戦 | カップ戦 | リーグ杯 | リーグ杯 | AFC / UEFA | AFC / UEFA | その他 | その他 | 合計 | 合計 |
| クラブ                         | シーズン     | リーグ       | 背番号 | 出場     | 得点     | 出場     | 得点     | 出場     | 得点     | 出場       | 得点       | 出場   | 得点   | 出場 | 得点 |
| ------------------------------ | ------------ | ------------ | ------ | -------- | -------- | -------- | -------- | -------- | -------- | ---------- | ---------- | ------ | ------ | ---- | ---- |
| 日テレ・メニーナ               | 2010         | —            | 19     | —        | —        | 3        | 0        | —        | —        | —          | —          | —      | —      | 3    | 0    |
| 日テレ・ベレーザ               | 2013         | なでしこ     | 23     | 17       | 0        | 2        | 0        | 8        | 2        | —          | —          | 1      | 0      | 28   | 2    |
| 日テレ・ベレーザ               | 2014         | なでしこ     | 14     | 21       | 0        | 4        | 3        | —        | —        | —          | —          | -      | -      | 25   | 3    |
| 日テレ・ベレーザ               | 2015         | なでしこ1部  | 14     | 22       | 3        | 4        | 1        | —        | —        | —          | —          | —      | —      | 26   | 4    |
| 日テレ・ベレーザ               | 2016         | なでしこ1部  | 14     | 18       | 2        | 4        | 3        | 10       | 3        | —          | —          | —      | —      | 32   | 8    |
| 日テレ・ベレーザ               | 2017         | なでしこ1部  | 14     | 18       | 3        | 5        | 1        | 6        | 1        | —          | —          | —      | —      | 29   | 5    |
| 日テレ・ベレーザ               | 2018         | なでしこ1部  | 14     | 18       | 3        | 5        | 1        | 5        | 3        | —          | —          | —      | —      | 28   | 7    |
| 日テレ・ベレーザ               | 2019         | なでしこ1部  | 14     | 16       | 1        | 5        | 2        | 3        | 1        | 3          | 0          | —      | —      | 27   | 4    |
| 日テレ・東京ヴェルディベレーザ | 2020         | なでしこ1部  | 14     | 18       | 7        | 5        | 0        | —        | —        | —          | —          | —      | —      | 23   | 7    |
| 日テレ・東京ヴェルディベレーザ | 通算         | 通算         | 通算   | 148      | 19       | 34       | 11       | 32       | 10       | 3          | 0          | 1      | 0      | 218  | 40   |
| ACミラン                       | 2020-21      | セリエA      | 4      | 9        | 3        | 3        | 0        | —        | —        | -          | -          | —      | —      | 12   | 3    |
| ウェストハム・ユナイテッド     | 2021-22      | FA WSL       | 14     | 17       | 2        | 3        | 0        | 3        | 0        | -          | -          | —      | —      | 23   | 2    |
| マンチェスター・シティ         | 2022-23      | WSL          | 25     | 20       | 1        | 2        | 0        | 5        | 0        | -          | -          | —      | —      | 27   | 1    |
| マンチェスター・シティ         | 2023-24      | WSL          | 25     | 22       | 0        | 3        | 0        | 5        | 1        | -          | -          | —      | —      | 30   | 1    |
| マンチェスター・シティ         | 2024-25      | WSL          | 25     | 22       | 0        | 3        | 0        | 3        | 0        | 10         | 0          | —      | —      | 38   | 0    |
| マンチェスター・シティ         | 2025-26      | WSL          | 25     |          |          |          |          |          |          | -          | -          |        |        |      |      |
| マンチェスター・シティ         | 通算         | 通算         | 通算   | 64       | 1        | 8        | 0        | 13       | 1        | 10         | 0          | 0      | 0      | 95   | 2    |
| 通算                           | 日本         | 日本         | 1部    | 148      | 19       | 34       | 11       | 32       | 10       | 3          | 0          | 1      | 0      | 218  | 40   |
| 通算                           | 日本         | 日本         | その他 | 0        | 0        | 3        | 0        | 0        | 0        | 0          | 0          | 0      | 0      | 3    | 0    |
| 通算                           | イタリア     | イタリア     | 1部    | 9        | 3        | 3        | 0        | 0        | 0        | 0          | 0          | 0      | 0      | 12   | 3    |
| 通算                           | イングランド | イングランド | 1部    | 81       | 3        | 11       | 0        | 16       | 1        | 10         | 0          | 0      | 0      | 118  | 4    |
| 総通算                         | 総通算       | 総通算       | 総通算 | 238      | 25       | 51       | 11       | 48       | 11       | 13         | 0          | 1      | 0      | 351  | 47   |

1. 1 2  国際女子サッカークラブ選手権2013の成績
2. 1 2  AFC女子クラブ選手権2019の成績
3. 1 2  UEFA女子チャンピオンズリーグ 2024-25の成績

- 日本女子サッカーリーグ
  - 初出場 - 2013年3月23日 なでしこリーグ 第1節 FC吉備国際大学Charme戦 (味の素スタジアム西競技場)[46]
  - 初得点 - 2015年9月23日 なでしこリーグ1部レギュラーシリーズ 第17節 伊賀FCくノ一戦 (大和市営大和スポーツセンター競技場)[46]
  - 通算100試合出場 - 2018年5月3日 なでしこリーグ1部 第4節 ノジマステラ神奈川相模原戦 (相模原ギオンスタジアム)

- セリエA・フェンミニーレ
  - 初出場 - 2021年2月27日 第14節 ピンク・バーリ（英語版）戦 (スタディオ・アントニオ・アントヌッチ)[47]
  - 初得点 - 2021年2月27日 第14節 ピンク・バーリ戦 (スタディオ・アントニオ・アントヌッチ)[47]

- ウィメンズ・スーパーリーグ
  - 初出場 - 2021年9月6日 第1節 ブライトン・アンド・ホーヴ・アルビオン戦 (アメリカン・エキスプレス・コミュニティスタジアム)[47]
  - 初得点 - 2021年10月3日 第4節 マンチェスター・シティ戦 (ジョア・スタジアム)[47]

- UEFA女子チャンピオンズリーグ
  - 初出場 - 2024年9月19日 UWCL2024-25予選ラウンド2 第1戦  パリFC（英語版）戦 (スタッド・セバスティアン・シャルレティ)[47]

### 代表
- 2017年3月1日 - 日本女子代表初出場 -  スペイン戦 (アルガルヴェ・カップ2017)
- 2017年3月3日 - 日本女子代表初得点 -  アイスランド戦 (アルガルヴェ・カップ2017)

#### 出場大会
- U-17日本代表
  - 2012年 - 2012 FIFA U-17女子ワールドカップ（アゼルバイジャン大会）
  - 2014年 - 2014 FIFA U-17女子ワールドカップ（コスタリカ大会）
- U-20日本代表
  - 2016年 - 2016 FIFA U-20女子ワールドカップ（パプアニューギニア大会）
- なでしこジャパン
  - 2017年 - アルガルヴェ・カップ2017
  - 2018年 - アルガルヴェ・カップ2018
  - 2018年 - 2018 AFC女子アジアカップ
  - 2018年 - 2018年アジア競技大会
  - 2019年 - 2019 シービリーブスカップ（英語版）
  - 2019年 - 2019 FIFA女子ワールドカップ
  - 2019年 - EAFF E-1サッカー選手権2019
  - 2020年 - 2020 シービリーブスカップ（英語版）
  - 2021年 - 2020年東京オリンピック
  - 2022年 - 2022 AFC女子アジアカップ
  - 2023年 - 2023 FIFA女子ワールドカップ
  - 2024年 - 2024年パリオリンピック
  - 2025年 - 2025 シービリーブスカップ

#### 試合数
| 日本代表 | 国際Aマッチ | 国際Aマッチ |
| 年       | 出場        | 得点        |
| -------- | ----------- | ----------- |
| 2017     | 13          | 2           |
| 2018     | 17          | 2           |
| 2019     | 12          | 4           |
| 2020     | 0           | 0           |
| 2021     | 10          | 1           |
| 2022     | 8           | 3           |
| 2023     | 17          | 6           |
| 2024     | 12          | 0           |
| 2025     | 3           | 0           |
| 通算     | 92          | 18          |

2025年4月6日現在

#### 出場試合
| 出場試合一覧 | 出場試合一覧   | 出場試合一覧           | 出場試合一覧                                           | 出場試合一覧     | 出場試合一覧   | 出場試合一覧       | 出場試合一覧                                                           | 出場試合一覧 |
| #            | 開催日         | 開催都市               | スタジアム                                             | 対戦国           | 結果           | 監督               | 大会                                                                   | 出典         |
| ------------ | -------------- | ---------------------- | ------------------------------------------------------ | ---------------- | -------------- | ------------------ | ---------------------------------------------------------------------- | ------------ |
| 1.           | 2017年3月1日   | パルシャル             | ベラ・ヴィスタ市営スタジアム                           | スペイン         | ● 1-2          | 高倉麻子           | アルガルヴェ・カップ2017                                               | [ 48 ]       |
| 2.           | 2017年3月3日   | パルシャル             | ベラ・ヴィスタ市営スタジアム                           | アイスランド     | ○ 2-0          | 高倉麻子           | アルガルヴェ・カップ2017                                               | [ 49 ]       |
| 3.           | 2017年3月6日   | ファロ ／ ローレ       | エスタディオ・アルガルヴェ                             | ノルウェー       | ○ 2-0          | 高倉麻子           | アルガルヴェ・カップ2017                                               | [ 50 ]       |
| 4.           | 2017年3月8日   | ファロ ／ ローレ       | エスタディオ・アルガルヴェ                             | オランダ         | ● 2-3          | 高倉麻子           | アルガルヴェ・カップ2017                                               | [ 51 ]       |
| 5.           | 2017年4月9日   | 熊本                   | 熊本県民総合運動公園陸上競技場                         | コスタリカ       | ○ 3-0          | 高倉麻子           | キリンチャレンジカップ2017 ～熊本地震復興支援マッチ がんばるばい熊本～ | [ 52 ]       |
| 6.           | 2017年6月9日   | ブレダ                 | ラット・フェルレフ・スタディオン                       | オランダ         | ○ 1-0          | 高倉麻子           | 国際親善試合 ～オランダ・ベルギー遠征～                                | [ 53 ]       |
| 7.           | 2017年6月13日  | ルーヴェン             | デン・ドリーフ                                         | ベルギー         | △ 1-1          | 高倉麻子           | 国際親善試合 ～オランダ・ベルギー遠征～                                | [ 54 ]       |
| 8.           | 2017年7月27日  | シアトル               | センチュリーリンク・フィールド                         | ブラジル         | △ 1-1          | 高倉麻子           | 2017 トーナメント・オブ・ネーションズ                                  | [ 55 ]       |
| 9.           | 2017年7月30日  | サンディエゴ           | クアルコム・スタジアム                                 | オーストラリア   | ● 2-4          | 高倉麻子           | 2017 トーナメント・オブ・ネーションズ                                  | [ 56 ]       |
| 10.          | 2017年8月3日   | カーソン               | スタブハブ・センター                                   | アメリカ合衆国   | ● 0-3          | 高倉麻子           | 2017 トーナメント・オブ・ネーションズ                                  | [ 57 ]       |
| 11.          | 2017年10月22日 | 長野                   | 長野Uスタジアム                                        | スイス           | ○ 3-0          | 高倉麻子           | MS&ADカップ2017                                                        | [ 58 ]       |
| 12.          | 2017年11月24日 | アンマン               | キング・アブドゥッラー2世スタジアム                    | ヨルダン         | ○ 2-0          | 高倉麻子           | 国際親善試合 ～ ヨルダン遠征 ～                                        | [ 59 ]       |
| 13.          | 2017年12月8日  | 千葉                   | 千葉市蘇我球技場（フクダ電子アリーナ）                 | 韓国             | ○ 3-2          | 高倉麻子           | EAFF E-1サッカー選手権2017                                             | [ 60 ]       |
| 14.          | 2018年2月28日  | パルシャル             | ベラ・ヴィスタ市営スタジアム                           | オランダ         | ● 2-6          | 高倉麻子           | アルガルヴェ・カップ2018                                               | [ 61 ]       |
| 15.          | 2018年3月2日   | パルシャル             | ベラ・ヴィスタ市営スタジアム                           | アイスランド     | ○ 2-1          | 高倉麻子           | アルガルヴェ・カップ2018                                               | [ 62 ]       |
| 16.          | 2018年3月5日   | ファロ ／ ローレ       | エスタディオ・アルガルヴェ                             | デンマーク       | ○ 2-0          | 高倉麻子           | アルガルヴェ・カップ2018                                               | [ 63 ]       |
| 17.          | 2018年3月7日   | パルシャル             | ベラ・ヴィスタ市営スタジアム                           | カナダ           | ● 0-2          | 高倉麻子           | アルガルヴェ・カップ2018                                               | [ 64 ]       |
| 18.          | 2018年4月10日  | アンマン               | アンマン国際スタジアム                                 | 韓国             | △ 0-0          | 高倉麻子           | 2018 AFC女子アジアカップ                                               | [ 65 ]       |
| 19.          | 2018年4月13日  | アンマン               | アンマン国際スタジアム                                 | オーストラリア   | △ 1-1          | 高倉麻子           | 2018 AFC女子アジアカップ                                               | [ 66 ]       |
| 20.          | 2018年4月17日  | アンマン               | キング・アブドゥッラー2世スタジアム                    | 中華人民共和国   | ○ 3-1          | 高倉麻子           | 2018 AFC女子アジアカップ                                               | [ 67 ]       |
| 21.          | 2018年4月20日  | アンマン               | アンマン国際スタジアム                                 | オーストラリア   | ○ 1-0          | 高倉麻子           | 2018 AFC女子アジアカップ                                               | [ 68 ]       |
| 22.          | 2018年6月10日  | ウェリントン           | ウエストパック・スタジアム                             | ニュージーランド | ○ 3-1          | 高倉麻子           | 国際親善試合                                                           | [ 69 ]       |
| 23.          | 2018年7月26日  | カンザスシティ         | チルドレンズ・マーシー・パーク                         | アメリカ合衆国   | ● 2-4          | 高倉麻子           | 2018 トーナメント・オブ・ネーションズ                                  | [ 70 ]       |
| 24.          | 2018年7月29日  | イーストハートフォード | プラット・アンド・ホイットニー・スタジアム             | ブラジル         | ● 1-2          | 高倉麻子           | 2018 トーナメント・オブ・ネーションズ                                  | [ 71 ]       |
| 25.          | 2018年8月2日   | ブリッジビュー         | トヨタ・パーク                                         | オーストラリア   | ● 0-2          | 高倉麻子           | 2018 トーナメント・オブ・ネーションズ                                  | [ 72 ]       |
| 26.          | 2018年8月16日  | パレンバン             | ブミ・シュリーヴィジャヤ・スタジアム                   | タイ             | ○ 2-0          | 高倉麻子           | 第18回アジア競技大会                                                   | [ 73 ]       |
| 27.          | 2018年8月25日  | パレンバン             | ゲロラ・シュリーヴィジャヤ・スタジアム                 | 北朝鮮           | ○ 2-1          | 高倉麻子           | 第18回アジア競技大会                                                   | [ 74 ]       |
| 28.          | 2018年8月28日  | パレンバン             | ゲロラ・シュリーヴィジャヤ・スタジアム                 | 韓国             | ○ 2-1          | 高倉麻子           | 第18回アジア競技大会                                                   | [ 75 ]       |
| 29.          | 2018年8月31日  | パレンバン             | ゲロラ・シュリーヴィジャヤ・スタジアム                 | 中華人民共和国   | ○ 1-0          | 高倉麻子           | 第18回アジア競技大会                                                   | [ 76 ]       |
| 30.          | 2018年11月11日 | 鳥取                   | 鳥取市営サッカー場・バードスタジアム                   | ノルウェー       | ○ 4-1          | 高倉麻子           | 国際親善試合                                                           | [ 77 ]       |
| 31.          | 2019年2月27日  | チェスター             | タレン・エナジー・スタジアム                           | アメリカ合衆国   | △ 2-2          | 高倉麻子           | 2019 シービリーブスカップ                                              | [ 78 ]       |
| 32.          | 2019年3月2日   | ナッシュビル           | ニッサン・スタジアム                                   | ブラジル         | ○ 3-1          | 高倉麻子           | 2019 シービリーブスカップ                                              | [ 79 ]       |
| 33.          | 2019年3月5日   | タンパ                 | レイモンド・ジェームス・スタジアム                     | イングランド     | ● 0-3          | 高倉麻子           | 2019 シービリーブスカップ                                              | [ 80 ]       |
| 34.          | 2019年4月4日   | オセール               | スタッド・アッベ・デシャン                             | フランス         | ● 1-3          | 高倉麻子           | 国際親善試合 ～ヨーロッパ遠征～                                        | [ 81 ]       |
| 35.          | 2019年4月9日   | パーダーボルン         | ベンテラー・アレーナ                                   | ドイツ           | △ 2-2          | 高倉麻子           | 国際親善試合 ～ヨーロッパ遠征～                                        | [ 82 ]       |
| 36.          | 2019年6月2日   | ル・トゥケ             | スタッド・ジェラール・ウリエ                           | スペイン         | △ 1-1          | 高倉麻子           | 国際親善試合                                                           | [ 83 ]       |
| 37.          | 2019年6月10日  | パリ                   | パルク・デ・プランス                                   | アルゼンチン     | △ 0-0          | 高倉麻子           | 2019 FIFA女子ワールドカップ                                            | [ 84 ]       |
| 38.          | 2019年6月14日  | レンヌ                 | ロアゾン・パルク                                       | スコットランド   | ○ 2-1          | 高倉麻子           | 2019 FIFA女子ワールドカップ                                            | [ 85 ]       |
| 39.          | 2019年6月25日  | レンヌ                 | ロアゾン・パルク                                       | オランダ         | ● 1-2          | 高倉麻子           | 2019 FIFA女子ワールドカップ                                            | [ 86 ]       |
| 40.          | 2019年10月6日  | 静岡                   | IAIスタジアム日本平                                    | カナダ           | ○ 4-0          | 高倉麻子           | 国際親善試合                                                           | [ 87 ]       |
| 41.          | 2019年11月10日 | 北九州                 | 北九州スタジアム                                       | 南アフリカ共和国 | ○ 2-0          | 高倉麻子           | MS&ADカップ2019                                                        | [ 88 ]       |
| 42.          | 2019年12月14日 | 釜山                   | 九徳総合運動場                                         | 中華人民共和国   | ○ 3-0          | 高倉麻子           | EAFF E-1サッカー選手権2019                                             | [ 89 ]       |
| 43.          | 2021年4月11日  | 東京                   | 国立競技場                                             | パナマ           | ○ 7-0          | 高倉麻子           | 国際親善試合                                                           | [ 90 ]       |
| 44.          | 2021年6月10日  | 広島                   | エディオンスタジアム広島                               | ウクライナ       | ○ 8-0          | 高倉麻子           | 国際親善試合                                                           | [ 91 ]       |
| 45.          | 2021年6月13日  | 宇都宮                 | カンセキスタジアムとちぎ                               | メキシコ         | ○ 5-1          | 高倉麻子           | MS&ADカップ2021                                                        | [ 92 ]       |
| 46.          | 2021年7月14日  | 亀岡                   | サンガスタジアム by KYOCERA                            | オーストラリア   | ○ 1-0          | 高倉麻子           | MS&ADカップ2021                                                        | [ 93 ]       |
| 47.          | 2021年7月21日  | 札幌                   | 札幌ドーム                                             | カナダ           | △ 1-1          | 高倉麻子           | 2020年東京オリンピック                                                 | [ 94 ]       |
| 48.          | 2021年7月24日  | 札幌                   | 札幌ドーム                                             | イギリス         | ● 0-1          | 高倉麻子           | 2020年東京オリンピック                                                 | [ 95 ]       |
| 49.          | 2021年7月27日  | 利府                   | 宮城スタジアム                                         | チリ             | ○ 1-0          | 高倉麻子           | 2020年東京オリンピック                                                 | [ 96 ]       |
| 50.          | 2021年7月30日  | さいたま               | 埼玉スタジアム2002                                     | スウェーデン     | ● 1-3          | 高倉麻子           | 2020年東京オリンピック                                                 | [ 97 ]       |
| 51.          | 2021年11月25日 | アルメレ               | ヤンマー・スタディオン                                 | アイスランド     | ● 0-2          | 池田太             | 国際親善試合                                                           | [ 98 ]       |
| 52.          | 2021年11月29日 | ハーグ                 | カーズ・ジーンズ・スタディオン                         | オランダ         | △ 0-0          | 池田太             | 国際親善試合                                                           | [ 99 ]       |
| 53.          | 2022年1月21日  | プネー                 | シュリー・シヴ・チャトラパティ・スポーツコンプレックス | ミャンマー       | ○ 5-0          | 池田太             | 2022 AFC女子アジアカップ                                               | [ 100 ]      |
| 54.          | 2022年1月27日  | プネー                 | シュリー・シヴ・チャトラパティ・スポーツコンプレックス | 韓国             | △ 1-1          | 池田太             | 2022 AFC女子アジアカップ                                               | [ 101 ]      |
| 55.          | 2022年1月30日  | ナビムンバイ           | DYパティル・スタジアム                                 | タイ             | ○ 7-0          | 池田太             | 2022 AFC女子アジアカップ                                               | [ 102 ]      |
| 56.          | 2022年2月3日   | プネー                 | シュリー・シヴ・チャトラパティ・スポーツコンプレックス | 中華人民共和国   | ● 2-2 (PK 3-4) | 池田太             | 2022 AFC女子アジアカップ                                               | [ 103 ]      |
| 57.          | 2022年6月24日  | スタラ・パゾヴァ       | スポーツ・センターFAS                                  | セルビア         | ○ 5-0          | 池田太             | 国際親善試合                                                           | [ 104 ]      |
| 58.          | 2022年6月27日  | トゥルク               | ヴェリタス・スタジアム                                 | フィンランド     | ○ 5-1          | 池田太             | 国際親善試合                                                           | [ 105 ]      |
| 59.          | 2022年11月11日 | ムルシア               | ピナタル・アレーナ                                     | イングランド     | ● 0-4          | 池田太             | 国際親善試合                                                           | [ 106 ]      |
| 60.          | 2022年11月15日 | セビージャ             | エスタディオ・ラ・カルトゥーハ                         | スペイン         | ● 0-1          | 池田太             | 国際親善試合                                                           | [ 107 ]      |
| 61.          | 2023年2月16日  | オーランド             | エクスプロリア・スタジアム                             | ブラジル         | ● 0-1          | 池田太             | 2023 シービリーブスカップ                                              | [ 108 ]      |
| 62.          | 2023年2月19日  | ナッシュビル           | ジオディス・パーク                                     | アメリカ合衆国   | ● 0-1          | 池田太             | 2023 シービリーブスカップ                                              | [ 109 ]      |
| 63.          | 2023年2月22日  | フリスコ               | トヨタ・スタジアム                                     | カナダ           | ○ 3-0          | 池田太             | 2023 シービリーブスカップ                                              | [ 110 ]      |
| 64.          | 2023年4月7日   | ギマラインス           | エスタディオ・D. アフォンソ・エンリケス                | ポルトガル       | ○ 2-1          | 池田太             | 国際親善試合                                                           | [ 111 ]      |
| 65.          | 2023年4月11日  | オーデンセ             | オーデンセ・スタディオン                               | デンマーク       | ● 0-1          | 池田太             | 国際親善試合                                                           | [ 112 ]      |
| 66.          | 2023年7月14日  | 仙台                   | ユアテックスタジアム仙台                               | パナマ           | ○ 5-0          | 池田太             | MS&ADカップ2023                                                        | [ 113 ]      |
| 67.          | 2023年7月22日  | ハミルトン             | ワイカト・スタジアム                                   | ザンビア         | ○ 5-0          | 池田太             | 2023 FIFA女子ワールドカップ                                            | [ 114 ]      |
| 68.          | 2023年7月26日  | ダニーデン             | ダニーデン・スタジアム                                 | コスタリカ       | ○ 2-0          | 池田太             | 2023 FIFA女子ワールドカップ                                            | [ 115 ]      |
| 69.          | 2023年7月31日  | ウェリントン           | ウェリントン・リージョナル・スタジアム                 | スペイン         | ○ 4-0          | 池田太             | 2023 FIFA女子ワールドカップ                                            | [ 116 ]      |
| 70.          | 2023年8月5日   | ウェリントン           | ウェリントン・リージョナル・スタジアム                 | ノルウェー       | ○ 3-1          | 池田太             | 2023 FIFA女子ワールドカップ                                            | [ 117 ]      |
| 71.          | 2023年8月11日  | オークランド           | イーデン・パーク                                       | スウェーデン     | ● 1-2          | 池田太             | 2023 FIFA女子ワールドカップ                                            | [ 118 ]      |
| 72.          | 2023年9月23日  | 北九州                 | 北九州スタジアム                                       | アルゼンチン     | ○ 8-0          | 池田太             | 国際親善試合                                                           | [ 119 ]      |
| 73.          | 2023年10月26日 | タシュケント           | ロコモティフ・スタジアム                               | インド           | ○ 7-0          | 池田太             | 2024年パリオリンピック・アジア2次予選                                  | [ 120 ]      |
| 74.          | 2023年10月29日 | タシュケント           | ブニョドコル・スタジアム                               | ウズベキスタン   | ○ 2-0          | 池田太             | 2024年パリオリンピック・アジア2次予選                                  | [ 121 ]      |
| 75.          | 2023年11月1日  | タシュケント           | ロコモティフ・スタジアム                               | ベトナム         | ○ 2-0          | 池田太             | 2024年パリオリンピック・アジア2次予選                                  | [ 122 ]      |
| 76.          | 2023年11月30日 | サンパウロ             | ネオ・キミカ・アレーナ                                 | ブラジル         | ● 3-4          | 池田太             | 国際親善試合                                                           | [ 123 ]      |
| 77.          | 2023年12月3日  | サンパウロ             | エスタジオ・シーセロ・ポンペウ・ヂ・トレド             | ブラジル         | ○ 2-0          | 池田太             | 国際親善試合                                                           | [ 124 ]      |
| 78.          | 2024年2月24日  | ジッダ                 | プリンス・アブドゥッラー・アル・ファイサル・スタジアム | 北朝鮮           | △ 0-0          | 池田太             | 2024年パリオリンピック・アジア最終予選                                 | [ 125 ]      |
| 79.          | 2024年2月28日  | 東京                   | 国立競技場                                             | 北朝鮮           | ○ 2-1          | 池田太             | 2024年パリオリンピック・アジア最終予選                                 | [ 126 ]      |
| 80.          | 2024年4月6日   | アトランタ             | メルセデス・ベンツ・スタジアム                         | アメリカ合衆国   | ● 1-2          | 池田太             | 2024 シービリーブスカップ                                              | [ 127 ]      |
| 81.          | 2024年4月9日   | コロンバス             | Lower.comフィールド                                    | ブラジル         | ● 1-1 (PK 0-3) | 池田太             | 2024 シービリーブスカップ                                              | [ 128 ]      |
| 82.          | 2024年5月31日  | ムルシア               | エスタディオ・ヌエバ・コンドミーナ                     | ニュージーランド | ○ 2-0          | 池田太             | 国際親善試合                                                           | [ 129 ]      |
| 83.          | 2024年6月3日   | ムルシア               | エスタディオ・ヌエバ・コンドミーナ                     | ニュージーランド | ○ 4-1          | 池田太             | 国際親善試合                                                           | [ 130 ]      |
| 84.          | 2024年7月13日  | 金沢                   | 金沢ゴーゴーカレースタジアム                           | ガーナ           | ○ 4-0          | 池田太             | MS&ADカップ2024 ～能登半島地震復興支援マッチ がんばろう能登～          | [ 131 ]      |
| 85.          | 2024年7月25日  | ナント                 | スタッド・ドゥ・ラ・ボージョワール                     | スペイン         | ● 1-2          | 池田太             | 2024年パリオリンピック                                                 | [ 132 ]      |
| 86.          | 2024年7月28日  | パリ                   | パルク・デ・プランス                                   | ブラジル         | ○ 2-1          | 池田太             | 2024年パリオリンピック                                                 | [ 133 ]      |
| 87.          | 2024年7月31日  | ナント                 | スタッド・ドゥ・ラ・ボージョワール                     | ナイジェリア     | ○ 3-1          | 池田太             | 2024年パリオリンピック                                                 | [ 134 ]      |
| 88.          | 2024年8月3日   | パリ                   | パルク・デ・プランス                                   | アメリカ合衆国   | ● 0-1 (延長)   | 池田太             | 2024年パリオリンピック                                                 | [ 135 ]      |
| 89.          | 2024年10月26日 | 東京                   | 国立競技場                                             | 韓国             | ○ 4-0          | 佐々木則夫         | MIZUHO BLUE DREAM MATCH 2024                                           | [ 136 ]      |
| 90.          | 2025年2月20日  | ヒューストン           | シェル・エナジー・スタジアム                           | オーストラリア   | ○ 4-0          | ニルス・ニールセン | 2025 シービリーブスカップ                                              | [ 137 ]      |
| 91.          | 2025年2月27日  | サンディエゴ           | スナップドラゴン・スタジアム                           | アメリカ合衆国   | ○ 2-1          | ニルス・ニールセン | 2025 シービリーブスカップ                                              | [ 138 ]      |
| 92.          | 2025年4月6日   | 大阪                   | ヨドコウ桜スタジアム                                   | コロンビア       | △ 1-1          | ニルス・ニールセン | 国際親善試合                                                           | [ 139 ]      |

#### ゴール
| ゴール一覧 | ゴール一覧    | ゴール一覧       | ゴール一覧                                             | ゴール一覧   | ゴール一覧 | ゴール一覧 | ゴール一覧 | ゴール一覧                  | ゴール一覧 |
| #          | 開催日        | 開催都市         | スタジアム                                             | 対戦国       | スコア     | 結果       | 監督       | 大会                        | 出典       |
| ---------- | ------------- | ---------------- | ------------------------------------------------------ | ------------ | ---------- | ---------- | ---------- | --------------------------- | ---------- |
| 1.         | 2017年3月3日  | パルシャル       | ベラ・ヴィスタ市営スタジアム                           | アイスランド | 1-0        | ○ 2-0      | 高倉麻子   | アルガルヴェ・カップ2017    | [ 140 ]    |
| 2.         | 2017年3月3日  | パルシャル       | ベラ・ヴィスタ市営スタジアム                           | アイスランド | 2-0        | ○ 2-0      | 高倉麻子   | アルガルヴェ・カップ2017    | [ 140 ]    |
| 3.         | 2018年3月5日  | ファロ ／ ローレ | エスタディオ・アルガルヴェ                             | デンマーク   | 1-0        | ○ 2-0      | 高倉麻子   | アルガルヴェ・カップ2018    | [ 141 ]    |
| 4.         | 2018年8月25日 | パレンバン       | ゲロラ・シュリーヴィジャヤ・スタジアム                 | 北朝鮮       | 2-1        | ○ 2-1      | 高倉麻子   | 第18回アジア競技大会        | [ 142 ]    |
| 5.         | 2019年3月2日  | ナッシュビル     | ニッサン・スタジアム                                   | ブラジル     | 3-1        | ○ 3-1      | 高倉麻子   | 2019 シービリーブスカップ   | [ 143 ]    |
| 6.         | 2019年4月9日  | パーダーボルン   | ベンテラー・アリーナ                                   | ドイツ       | 1-0        | △ 2-2      | 高倉麻子   | 国際親善試合                | [ 144 ]    |
| 7.         | 2019年6月25日 | レンヌ           | ロアゾン・パルク                                       | オランダ     | 1-1        | ● 1-2      | 高倉麻子   | 2019 FIFA女子ワールドカップ | [ 145 ]    |
| 8.         | 2019年10月6日 | 静岡             | IAIスタジアム日本平                                    | カナダ       | 3-0        | ○ 4-0      | 高倉麻子   | 国際親善試合                | [ 146 ]    |
| 9.         | 2021年4月11日 | 東京             | 国立競技場                                             | パナマ       | 3-0        | ○ 7-0      | 高倉麻子   | 国際親善試合                | [ 147 ]    |
| 10.        | 2022年1月21日 | プネー           | シュリー・シヴ・チャトラパティ・スポーツコンプレックス | ミャンマー   | 2-0        | ○ 5-0      | 池田太     | 2022 AFC女子アジアカップ    | [ 148 ]    |
| 11.        | 2022年1月21日 | プネー           | シュリー・シヴ・チャトラパティ・スポーツコンプレックス | ミャンマー   | 5-0        | ○ 5-0      | 池田太     | 2022 AFC女子アジアカップ    | [ 148 ]    |
| 12.        | 2022年6月27日 | トゥルク         | ヴェリタス・スタジアム                                 | フィンランド | 5-1        | ○ 5-1      | 池田太     | 国際親善試合                | [ 149 ]    |
| 13.        | 2023年2月23日 | フリスコ         | トヨタ・スタジアム                                     | カナダ       | 2-0        | ○ 3-0      | 池田太     | 2023 シービリーブスカップ   | [ 150 ]    |
| 14.        | 2023年4月7日  | ギマランイス     | エスタディオ・D. アフォンソ・エンリケス                | ポルトガル   | 1-1        | ○ 2-1      | 池田太     | 国際親善試合                | [ 151 ]    |
| 15.        | 2023年7月14日 | 仙台             | ユアテックスタジアム仙台                               | パナマ       | 2-0        | ○ 5-0      | 池田太     | 国際親善試合                | [ 152 ]    |
| 16.        | 2023年7月14日 | 仙台             | ユアテックスタジアム仙台                               | パナマ       | 4-0        | ○ 5-0      | 池田太     | 国際親善試合                | [ 152 ]    |
| 17.        | 2023年9月23日 | 北九州           | 北九州スタジアム                                       | アルゼンチン | 2-0        | ○ 8-0      | 池田太     | 国際親善試合                | [ 153 ]    |
| 18.        | 2023年9月23日 | 北九州           | 北九州スタジアム                                       | アルゼンチン | 4-0        | ○ 8-0      | 池田太     | 国際親善試合                | [ 153 ]    |

## タイトル

### クラブ
- 日テレベレーザ / 日テレ・東京ヴェルディベレーザ
  - 日本女子サッカーリーグ: 5回 （2015、2016、2017、2018、2019）
  - 皇后杯全日本女子サッカー選手権大会： 5回 （2014、2017、2018、2019､ 2020) 　
  - なでしこリーグカップ： 3回 （2016、2018、2019）

### 代表
- U-17日本代表
  - FIFA U-17女子ワールドカップ： 1回 （2014）
- 日本代表（なでしこジャパン）
  - AFC女子アジアカップ： 1回 （2018）
  - アジア競技大会： 1回 （2018）
  - シービリーブスカップ: 1回 （2025）

### 個人
- なでしこリーグ
  - 敢闘賞: 1回 (2020)
  - ベストイレブン: 4回 (2017、2018、2019、2020)
- プロフェッショナル・フットボーラーズ・アソシエーション(PFA)
  - PFA年間ベストイレブン: 3回 (2022-23[21]、2023-24[30]、2024-25[154])
- JPFA女子
  - ベストイレブン: 1回 (2023-24)
- フェスティバル・オブ・ウィメンズ・フットボール・アワード
  - 年間最優秀ミッドフィールダー賞: 1回 (2025[155])